# تستور

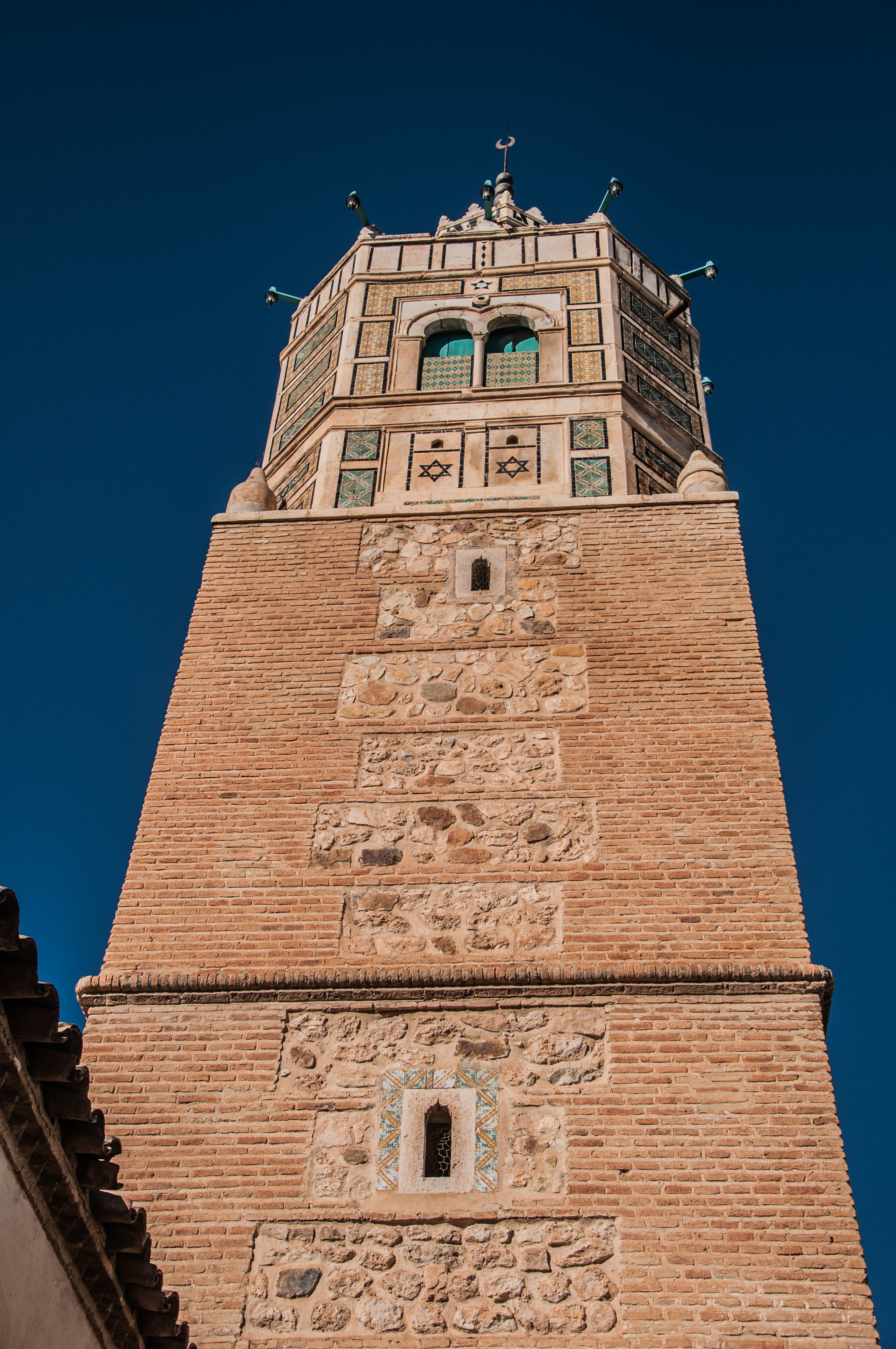
صومعة الجامع الكبير

تَسْتُور : مدينة تونسية تقع على هضبة في حوض مجردة شمالي البلاد. تبعد تستور 21 كم على مدينة مجاز الباب و 76 كم على العاصمة تونس. تستمد تستور شهرتها من تاريخها الأندلسي وهي اليوم مركز معتمدية تستور التابعة إلى ولاية باجة ويبلغ عدد سكانها 23.500 نسمة (2004). كان اسمها في العهد الروماني تِيشيلاّ Tichilla.
أصل التسمية
يعتبر اللوبيون هم السكان الأوائل لتونس، وهم أيضا الذين اختاروا الموقع الحالي لتستور وأطلقوا عليها اسم تشيلا أو تيكيلا ويعنون بذلك العشب الأخضر لكونها جاءت قرب مصب وادي سليانة في وادي مجردة. ويعني أيضا هذا الاسم تجمع المياه التي تغرق سهول تستور في فصل الأمطار.
فقد حافظت البلدة على هذا الاسم عقودا من الزمن حتى شهد، في الوقت الذي انتقل فيه المهاجرون الإسبان للعيش فيها مع الأمازيغ المسلمين والجالية اليهودية، تحريفا يتماشى ولهجتهم وعاداتهم فأطلقوا عليها اسم تازاتور وهي كلمة مركبة من: تازا أي الأداء، وتور أي البرج العالي والذي يعلّق عليه جرس يشبه جرس الكنيسة ويشبه القلعة أو الصومعة ومعناها الكامل قلعة الإعطاء
و يقال أن الأندلس لما سكنوا منطقة خروفة أول الأمر أعفاهم الحاكم آنذاك من الداءات (وهذا معنى الشطر الأول من الكلمة أي: تازا). و بعد وفاته تراجع خليفته في هذا القرار وطالبهم بالجباية ففكروا في الرحيل وجاءتهم فرصة الإقامة في تيكيلا أو تيشيلا هذا البرج العالي والذي نعنيه ب (تور) مع الأمازيغ والمسلمين واليهود ليكونوا قوة لا يستهان بها أمام جيش السلطة المركزية. وهذا ما نلاحظه اليوم فهي مبنية على ربوة وتشبه البرج العالي.
التفسير الثاني لأصل كلمة تازاتور نفهمه لما نرجع إلى اللغة الإسبانية ونعرف أن قابض الأداءات يسمى تازاتور . إذا يمكن أن نفهم من هنا أن الاسم أطلق عليها من كثرة تردّد قابض الأداءات على أهلها وهو مصدر التوتّر بين السلطة من جهة والمسلمين واليهود من جهة أخرى، قبل مجيء الوسالتية إليها.
أما التفسير الثالث فإنه وقع الاعتماد على قاموس اللغة الإسبانية وبعض الأساتذة فتوضّح أن معنى الجزء الأول هو الحدّ وهذا واضح من خلال موقع البلاد وهي آخر محطّة أندلسية في تونس تحاذي وادي مجردة والوضع هذا يتطابق تماما مع ما كانوا عليه في بلدهم حيث يفرق بينهم وبين المسيحيين حدّ.
إذا لا يمكن بأي حال من الأحوال إعطاء تفسير صحيح لإسم تستور لارتباطه بموقع البلاد فهي محاذية لوادي مجردة ووادي سليانة ووادي تاسة وكذلك ارتباط الأندلسيين بموطنهم الأصلي ثم علاقة المتساكنين المتوترة بالسلطة المركزية وتفسير آخر ل (تور) أي الثور المقدّس يدلّ على مدى تشبّث الأمازيغ بمقدّساتهم قبل الفتوحات الإسلامية .

## تاريخ المدينة
على أطلال تيكيلا، التي تقع على طريق قرطاج تبسة ولم يبق من معالمها الرومانية سوى آثار السور والطاحونة على مجردة، أسس الأندلسيون المهاجرون سنة 1609 تستور.
وتدل كتب الرحلات ومعمار الجامع الكبير، الذي بناه محمد تغرينو سنة 1630، وألقاب العائلات على أنهم ثغريون جاؤوا من قشتالة وأراغون وكانوا يتكلمون الإسبانية قرابة قرن ونصف بدليل قصيدة إبراهيم التيبلي في الرد على الناصري سنة 1628 وأغاني أحدهم للجنود الإسبان ضمن محلة الباي المعسكرة قرب تستور سنة 1746.
ويبدو التطور العمراني منظما من حي الرحيبة ألى حي التغرين فالحارة حيث استقامت الأنهج وسطحت المنازل بالقرميد المحلي، واحتوت على كران للدواب وعلو للمؤونة وبيوت عربية منفتحة على صحن تتوسطه شجرة النارنج معبرة عن ذوقهم.
وقد حافظ الموريسكيون على استقلال داخلي، حيث تدل رواية خروفة على أنهم فضلوا الحرية على الثروة. وكان لهم «القوبرنادور» و«القوازيل» ثم شيخ البلد سنة 1768، بينما تصور رواية سيدي علي العريان انتصار النفوذ الديني المحلي على سلطة البايات العسكرية والسياسية بفضل أسوار من الأولياء الصالحين. وطبيعي ألا يطمئن الفارون بدينهم إلى غيرهم وألا يقبلوا جيرتهم ويزوجوهم بناتهم ويقاسموهم أملاكهم إلا بعد أن يختبروهم.
مدينة تستور تلك المدينة الواقعة في الشمال الغربي شهدت فترات ازدهار منذ العصور الغابرة وبالتحديد منذ العهد الروماني ثم كانت قبلة الأندلسيين حيث احتضنتهم وفيها حافظوا على تقاليدهم.
وتتميز هذه المدينة بموقعها الجغرافي الملائم لتعاطي النشاط الفلاحي ولعل هذه العوامل جعلتها محل اهتمامات لعدة حضارات غير أننا لانملك وثائق تبين مجدها التاريخي ولم يبق من الآثار الرومانية سوى آثار السور قصد حمايتها من الخطر الخارجي...
لكن بعد تلك الفترة لم تكن لمدينة تستور أهميّة كبرى خاصة في بداية الفتوحات الإسلامية ومع قدوم الأندلسيين لما طردهم الإفرنج فتحت تلك المدينة ذراعيها لتحتضنهم فعاد بريقها من جديد وشيدت البنيان فكان العمران منظما حيث أنشئت الأنهج والحارات وتم تسطيح المنازل بالقرميد الأحمر ويتوسط فناء الدار أشجار مثمرة ولم يغير الإسبان من لغتهم إلا بعد نصف قرن لكنهم ظلوا محافظين على عاداتهم وتقاليدهم حيث كانت تقام مصارعة الثيران والحفلات الإسبانية التي تلاشت مع مرور الزمن لكن بقيت عادات الأكل راسخة حتى وقتنا الحالي مثل «الكيسالس».
أما في الجانب الصناعي فقد ظلت عديد الحرف متداولة مثل صناعة المرقوم الإسباني و«القشابية» وجل هذه الحرف جعلت سكان تستور الأندلسيين ينفتحون على الخارج بعد انغلاق لسنوات عدة وبذلك تغير المظهر العمراني وشيدت المساجد وانتشرت الطرق الصوفية مع نهضة موسيقية وخاصة المالوف كما انتشرت ظاهرة الأولياء الصالحين نذكر أهمهم سيدي إبراهيم الرياحي.
ولعل الزائر لتستور يلاحظ أن تلك المدينة الواقعة في الشمال الغربي يحس بأن هناك بصمات لاتزال موجودة في الوقت الحالي لمدينة إسبانية على أرض تونس لما تتميز به من إرث معماري وحضارة يختزل عاداتهم وتقاليدهم المتوارثة والتي لم يغيرها الزمن رغم مرور السنين فالتقنية الإسبانية المتقدمة في مجال الفلاحة وخاصة«الناعورة» جعلت من هذه المدينة الإسبانية التونسية منطقة فلاحية ولعل أهم دليل هو وجود الأشجار المثمرة بشتى أنواعها.
== المجال الثقافي والاقتصادي ==/
كما كانوا يحافظون على تراث متميز بالتأثير الأندلسي الإسباني في العادات والفنون والصناعات. ولئن انتهت مصارعة الثيران والحفلات الإسبانية وصناعة الشاشية فقد بقيت أكلات الكيسالس والبناضج والإسفنج وصناعة الجبة القشابية والمرقوم شهادة على تطور تستور من الانغلاق إلى الانفتاح.
وكان من نتائج ذلك التطور أن عرفت تستور، بعد إسلام الأندلسيين البسيط وفي حدود المساجد العديدة، حياة دينية أكثر ثراء بأمثال علي الكوندي (ت 1708)وإبراهيم الرياحي (ت 1850) واستنساخ اللمخطوطات وانتشار الطرق الصوفية كالعيساوية والرحمانية متاخلة مع المالوف في الزوايا إلى أن احتضنه المهرجان الدولي منذ 1967.
و لعل أخص ما تفتخر به تستور اليوم الفلاحة السقوية التي استفادت من التقنية الأندلسية المتقدمة بما فيها الناعورة، مما أثر إيجابيا في البيئة ووفر محاصيل الأشجار المثمرة المختلفة وخاصة الرمان والمشمش بأنواعه. ولسد سيدي سالم فضل كبير في دعم هذا الطابع منذ 1982
الحق أن الازدهار الفلاحي الذي غرفته تستور يرجع إلى تضافر اسهامات العناصر الاجتماعية المكونة لسكانها عبر انسجام تدريجي وليس إلى الأندلسيين وحدهم، رغم التنافس بينهم على المسؤوليات الحساسة كالإمامة والقضاء والمشيخة، مما بدل علاقة تستور بالخارج وطور اقتصادها، ووحد مواطنيها لأجل الاستقلال في مظاهرة 26/02/1953

## الجامع الكبير لتستور
الاسم: الجامع الكبير لتستور
المكان: تستور، تونس
تاريخ/حقبة الإنشاء: القرن 17م، خلال فترة سابقة عن سنة 1631. أعمال التوسعة خلال القرن 18م بإضافة صحن ثانوي وميضأة في الجهة الشمالية الشرقية.
مستلزمات الإنشاء: الحجر الجيري، الآجر المطهي، تيجان معادة الاستعمال
الديكور المعماري: تلبيس من الزليج، الجص
المرسل إليه / الوكيل: محمد تغارينو، مهاجر من أصل أندلسي استقر بتستور سنة 1018هـ/1609م
يقع هذا الجامع وسط المدينة العتيقة بملتقى المحاور الرئيسية. وهو يقدم خلاصة فريدة من نوعها للتقاليد المحلية الإفريقية والتقنيات الزخرفية والهندسية المغربية-الأندلسية. كما يبين الطابع البسيط للبناية تأثير الفن المدجن.
باستثناء الميضأة والصحن الثانوي الخارجين عن التصميم الأصلي، فإن البناية تتخذ شكلا مستطيلا. تتشكل قاعة الصلاة العريضة، التي يتم الولوج إليها عن طريق ستة أبواب، من ستة أساكيب وتسع بلاطات متوازية مع جدار القبلة. تحد هذه الأخيرة صفوف أقواس دائرية متجاوزة تستند على أعمدة ذات تيجان عتيقة. تغطي هذه القاعة أقبية متقاطعة في حين غطيت البنايات الخارجية بسقوف ذات شكل جملوني مما يدل على تأثير العمارة الأندلسية [1]، وهي طريقة تنتشر أيضا في العديد من المعالم المغربية [2] وكذلك الشأن في الجزائر[3].
خصصت أهمية كبرى للبلاط الأوسط المتواجد في محور المحراب بتشييد قبتين ذات مثلثات كروية تستند على حنيات ركنية ذات ربعيات، واحدة قرب المحراب والأخرى بوسط المجاز. ينبثق تصميم قاعة الصلاة المكونة من قبتين في محور المحراب من العمارة الإفريقية الأغلبية[4]. لكن، وعلى عكس المساجد الأندلسية والإفريقية المتميزة بتصميمها على شكل حرف التاء اللاتيني، لم يتم تبني هذا الشكل في جامع تستور. يندرج المحراب ضمن غرفة مستطيلة خارجة على الواجهة الأمامية للمسجد، وهو عبارة عن كوة ذات تجاويف وأضلع عالية ودقيقة تعلوها نصف قبة مؤطرة بقوس مكسور ومتجاوز يرتكز في الأركان على أعمدة صغيرة. تزين هذا القوس عدة عناصر زخرفية منقوشة مشكلة من شرائط ودوائر متداخلة. تذكر هذه العناصر بالزخارف العتيقة البيضية والمجوهرة. توجد فوق القوس جبهية مثلثة غنية الزخارف تذكر ببنايات الفترة القديمة التي تحتفظ منها تونس بعدة بقايا أثرية وكذلك بالمحارب العثمانية [5].
في الشمال الغربي لقاعة الصلاة يوجد الصحن ذو الأرضية المبلطة ببلاطات عتيقة من الحجر الجيري. أحيط بأربعة أروقة مغطاة بسقوف مائلة. وبجدار قاعة الصلاة حفر محراب لتوجيه المصلين بهذه الساحة نحو القبلة [6]. وبوسط هذا الفضاء توجد ساعة شمسية مصنوعة من الرخام عليها اسم أحمد الحرار، ومؤرخة بسنة 1761م. تحتل الصومعة الزاوية الشمالية-الشرقية للصحن، وتتكون من برجين متراكبين: البرج السفلي ذو تصميم مريع ومبني حسب طريقة طليطلة بمواد مختلفة. فدعامات الزوايا مصنوعة من الآجر في حين بنيت الجدران بخليط من حجر الدبش. الجزء العلوي للصومعة ذو تصميم مثمن ويتوجه منور ذو سقف خشبي هرمي الشكل. تنفتح واجهاته بنوافذ صغيرة مزدوجة وغنية بالزخارف المصنوعة من الزليج، إضافة إلى ساعة شمسية. يقترب مظهر الصومعة من أبراج الأجراس الأراغونية وتلك الموجودة في جنوب أسبانيا [7].
وفي الجهة الشمالية-الشرقية، تمت إضافة ميضأة وصحن ثان ذو رواق معمد أوحد مغطى بسطح، مما حر التصميم المتناسق للبناية. تنبثق زخارف المسجد من الفن الأندلسي، وتتشكل من عناصر هندسية (معينات وسداسي الأضلاع ودوائر ونجوم ومستطيلات)، وأخرى نباتية منمنمة تتخذ شكل زهريات سنانية ونجميات ووريقات مشعة حول زخرف أوسط وسعيفات وأغصان التين. تنضاف لهذه العناصر علامات للبنائين، وتساهم جميعها في تزيين القباب والكوة السفلية للمحراب والألواح الجصية.

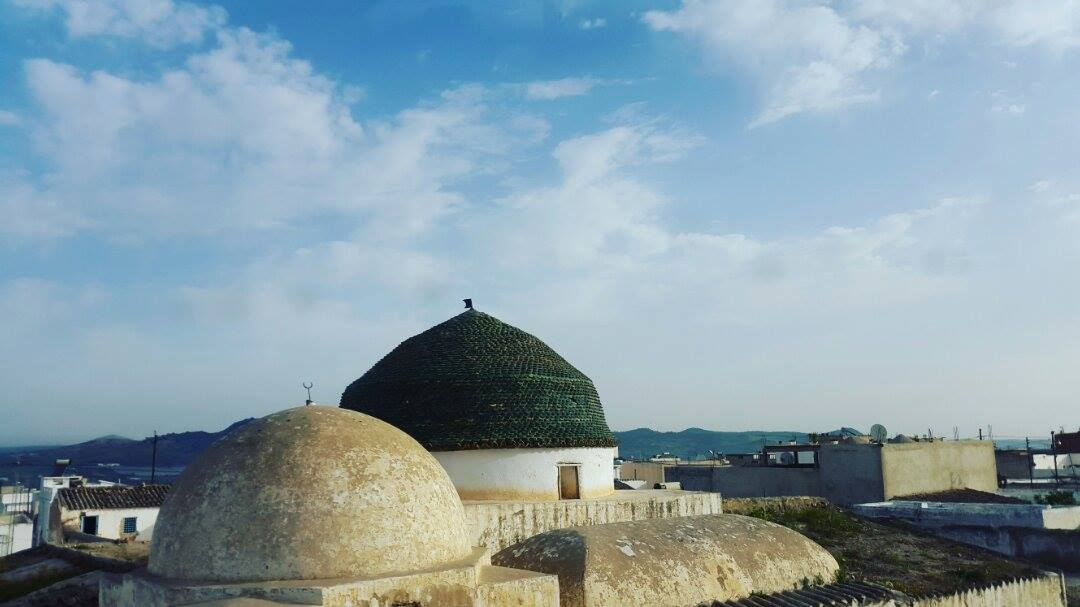
تستور
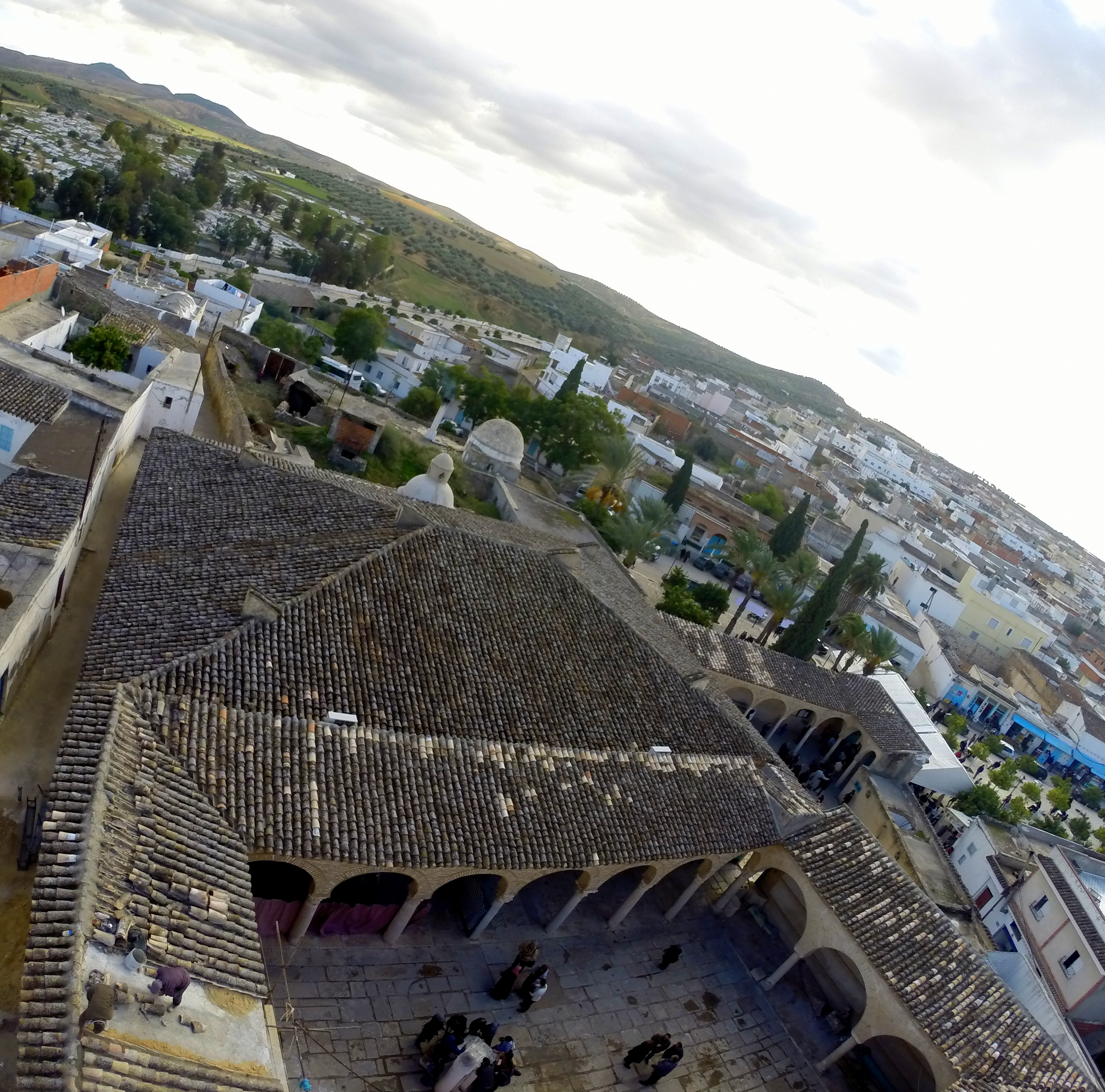
الجامع الكبير بتستور
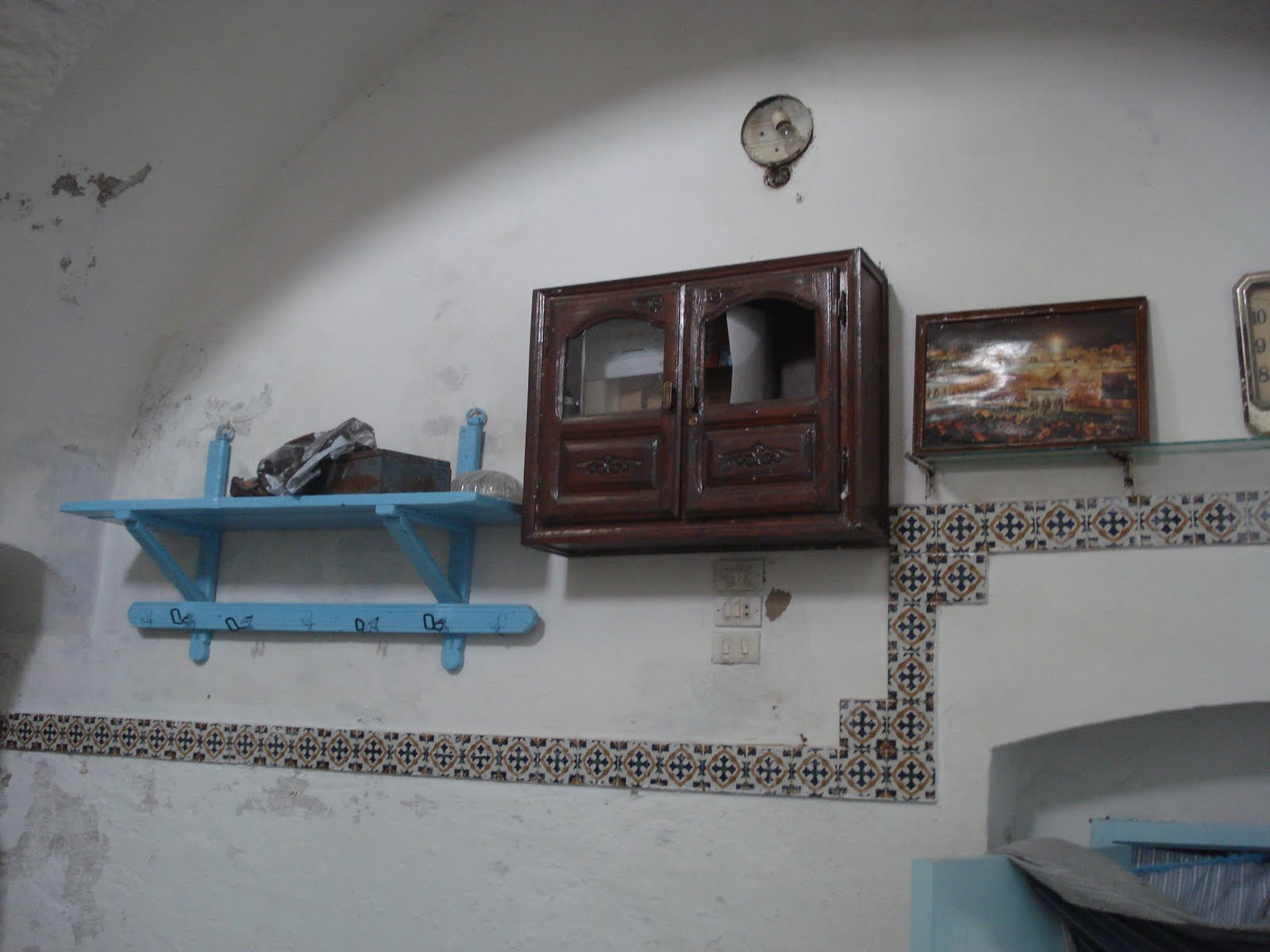
حمّام سيدي العريان بتستور
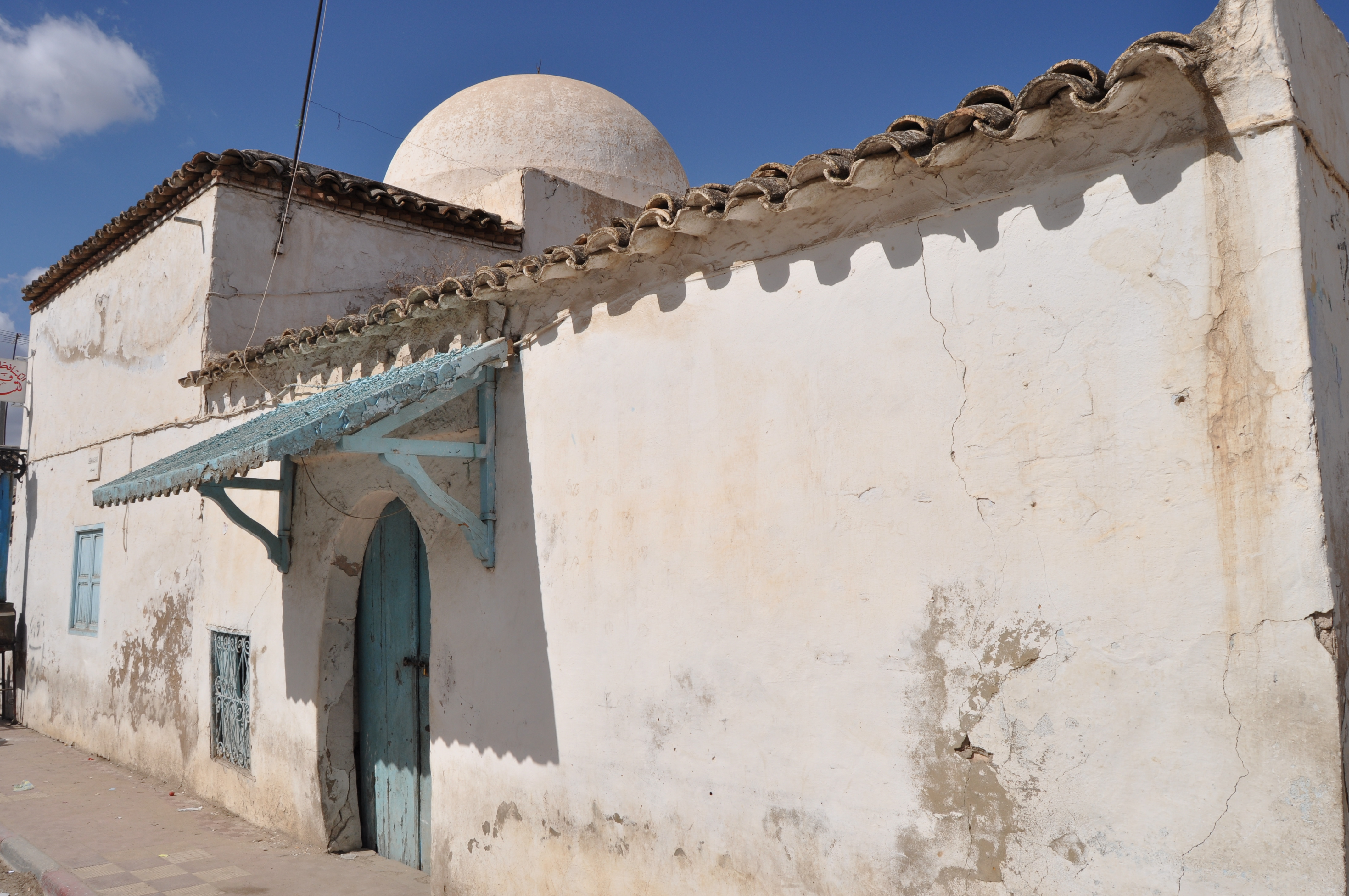
زاوية سيدي الرّعاش يتستور